# Selimiye, Amasya
Selimiye là một xã thuộc thành phố Amasya, tỉnh Amasya, Thổ Nhĩ Kỳ.